# Costa del Drago
(Manuale Forgotten Realms. Ambientazione)
La Costa del Drago (Dragon Coast in inglese) è una regione immaginaria del Faerûn, il continente in cui si svolgono gli eventi dell'ambientazione Forgotten Realms del gioco di ruolo Dungeons and Dragons. Si affaccia sulla parte occidentale del Mare delle Stelle Cadute e comprende le città portuali di Westgate, Teziir e Ilipur.

## Storia
La regione della Costa del Drago venne colonizzata dalle genti provenienti dal Golfo di Vilhon e dal Chondath circa un millennio prima dell'inizio del Calendario delle Valli. I primi insediamenti di umani sorsero nei luoghi tuttora abitati e quello che un tempo era il più grande, Westgate, è diventato la città più grande dell'intera Costa del Drago. In passato Westgate era sotto il controllo del drago Kisonraathiisar. Questi venne sconfitto nel -349 CV dal mago Saldrinar dei Sette Incantesimi, che divenne il primo regnante umano di Westgate. La città ebbe modo di arricchirsi abbastanza velocemente, ma nel -286 CV cadde sotto il dominio di Orlak, Re della Notte. Il governo del potente vampiro Orlak durò per un secolo, quando venne ucciso dal paladino Gen Soleilon. Gli altri vampiri non si dispersero, ma seppero riorganizzarsi e nominarono un altro Re della Notte, per governare i sotterranei della città.

Intanto i territori lungo il Mare delle Stelle Cadute vennero colonizzati e vennero fondate nuove città. Le Isole dei Pirati a loro volta vennero occupate da pirati e fuorilegge, che scesero nel 257 CV per attaccare Westgate. Il re venne spodestato, e iniziò il regno dei re pirati. Questa situazione si protrasse fino al 429 CV, quando Mulsantir Illistine sconfisse l'ultimo re, prendendo il potere. Da questo momento in poi il governo non fu più stabile, e per secoli si assisté alla caduta di numerosi regnanti. Il più importante re di questo periodo è Iyacthu Xvin, che attaccò la città con un esercito di tiefling e demoni e la governò in maniera autoritaria fino al 734 CV, quando venne scacciato dal legittimo erede Farnath Ilistar.

A Westgate però si protrassero a lungo i problemi legati alla successione. Ebbero fine solamente con il dominio di Verovan perché alla sua morte i nobili decisero di dare il potere a un signore che prese il nome di Croamarkh, ma alla fine i veri padroni della città divennero i membri della gilda delle Maschere della Notte, che ascese al potere nel 1353 CV. La gilda venne ripetutamente sconfitta da alcuni avventurieri, ma continua ad essere la principale potenza della Costa del Drago. 

Parallelamente nelle Isole dei Pirati continuarono a proliferare i gruppi di corsari, che però non fecero mai nulla di concreto, fino all'arrivo di Immurk, che a partire dal 1164 CV saccheggiò tutte le città della Costa del Drago. Le incursioni del pirata e della sua flotta terminarono nel 1201 CV, quando Immurk morì al comando della sua nave, la Scorpione di Mare. Il sempre crescente potere dei pirati del Dragomare portò i grandi regni del Mare delle Stelle Cadute ad allearsi per sbaragliare i pirati, che vennero decimati.

Intorno alla seconda metà del 1300 CV i pirati si sono riorganizzati e hanno ripreso a spostarsi verso il Mare Interno per depredare le navi, ma non si è ancora distinto alcun comandante degno di questo nome, ad eccezione di Samagaer Silverblade, apparso sulla scena nel 1364 CV.

## Geografia
La geografia della Costa del Drago è ideale per i traffici commerciali.
- Dragomare: chiamato anche Lago dei Draghi, funge da punto d'accesso verso il Cormyr e la Sembia. È una rientranza nel Mare delle Stelle Cadute e la sua ampiezza varia tra i 16 e i 160 chilometri. È una zona pericolosa, a causa dei draghi marini, dei pirati e delle tempeste.
- Mare delle Stelle Cadute: noto anche come Mare Interno, collega il Faerûn occidentale col Faerûn orientale. È trafficato da navi commerciali e da navi da guerra. Il Cormyr, la Sembia, e in una certa misura anche la città di Ilipur, mantengono una potente flotta al suo interno. Il Mare ospita anche vari regni di marinidi, elfi acquatici e sahuagin, che però hanno ben poco a che fare con le città umane.
- Isole dei Pirati: sono un gruppo di scogli che si trovano a circa 160 chilometri dalla costa della Sembia. La più grande delle isole, Isoladrago, è dotata di due porti naturali, distrutti e fortificati svariate volte. I pirati delle Isole, ispirati dalla leggenda del re pirata Immurk, tentano molto spesso di attaccare i porti della Sembia.
- Foresta Gulthmere: segna un confine tra la Costa del Drago e il Golfo di Vilhon. È nota per avere delle rocce ricche di materiali preziosi, ed è per questo che la zona è spesso esplorata da minatori nanici.
- Montagne dei Giganti: la zona è evitata dagli umani perché infestata da predoni giganti delle colline e delle pietre.

## Luoghi importanti
Nella Costa del Drago si trovano numerosi agglomerati urbani, che possono contare anche 30.000 abitanti, come nel caso di Westgate. Altri piccoli centri sono diffusi un po' ovunque, come villaggi di pescatori o agricoltori
- Westgate: è la più grande città commerciale dell'intera Costa del Drago, ed è la terza potenza commerciale del Mare delle Stelle Cadute dopo la Sembia e il Cormyr. È una città aperta a diverse razze e fedi, ma è anche una città che ha permesso il proliferare di numerose gilde di ladri, tra cui quella delle Maschere della Notte. Sono presenti templi dedicati a divinità malvagie, il cui culto è molto diffuso, ma di cui nessuno parla. È presente anche una compagnia di gladiatori, la Pollice Verso, che riscuote molto successo tra i nobili, le persone comuni e gli stessi schiavi, perché promette la liberazione a tutti coloro che riusciranno a sopravvivere agli scontri nell'arena per un anno.
- Teziir: è una piccola città fondata nel 1312 CV sulle rovine di un'altra Teziir da un gruppo di mercanti stanchi degli intrighi di Westgate. Il potere è detenuto da un consiglio di mercanti. A Teziir sono presenti numerosi templi dedicati a divinità non malvagie venerate nella zona.
- Ilipur: è un grande paese dotato di porto che serve per il carico e lo scarico verso Elversult. È retta da un sindaco e da un consiglio di cittadini.
- Elversult: è una piccola città al centro di molte vie commerciali. Non ha un porto, ma i suoi magazzini risultano una tappa obbligata se si vuole commerciare verso il Cormyr e verso la parte occidentale della Costa della Spada. È una città retta da un'ex-avventuriera, Yanseldara, che ha guidato una ribellione contro il vecchio governo di necromanti. Questo però non basta a bloccare le associazioni illegali, che sono comunque presenti. L'organizzazione illegale più importante a Elversult è il Culto del Drago, che tenta di smerciare veleni e droghe, nel tentativo di far cadere il Faerûn sotto il controllo dei draghi non morti.
- Reddansyr: è un piccolo villaggio noto per essere il centro più importante in cui trovare informazioni. Al centro c'è un tempio dedicato a Oghma, dio della conoscenza. Il vero centro di questo piccolo villaggio è però la Follia del Gigante, una taverna costruita da una nave rovesciata trascinata nell'entroterra da un gigante.
- Proskur: è una città guidata da un consiglio cittadino formato da criminali. Infatti qui, ladri e mercanti disonesti hanno capito che si sarebbero arricchiti più facilmente diventando il governo e non combattendolo. Proskur è nota per essere una città onesta, perché i ladri mettono a punto i loro piani a volto scoperto, mentre gli altri criminali vengono impietosamente puniti. È guidata da Leonara Obarstal.

## Vita e società
La Costa del Drago è un centro di commercio grazie ai i tre porti di Westgate, Ilipur e Teziir, in cui viene trafficato ogni tipo di merci. La regione è nota anche per essere il covo delle più importanti gilde di ladri e bande di pirati, oltre a essere frequentata dagli agenti segreti delle organizzazioni criminali del Faerûn.

Non esiste alcun governo, poiché nessuno risulta in grado di far rispettare la legge, a eccezione delle guardie del corpo. Esistono delle tacite regole di comportamento, di cui però ci si preoccupa poco. Gli unici gruppi all'interno della società che vengono rispettati sono i guaritori a pagamento, i cambiavalute e gli spedizionieri, grazie ai quali vengono costruiti i contenitori che proteggono le merci.

Nella Costa del Drago si possono trovare svariate creature, come gli illithid, i lucertoloidi e i beholder. Sono sfruttati anche i non morti, che vengono usati per presidiare i magazzini dove vengono conservate le merci. I magazzini sono fondamentali nella Costa del Drago e sono costruiti come vere e proprie fortezze, ben protetti dalle minacce esterne e interne (bestie o mimic che si nascondono tra le merci).